# Luật sư
Luật sư là người hành nghề liên quan đến lĩnh vực pháp luật khi có đủ tiêu chuẩn, điều kiện hành nghề theo quy định của pháp luật của mỗi quốc gia. Theo quy định tại Điều 22 Luật luật sư năm 2012 quy định Luật sư được hành nghề trong phạm vi cụ thể như sau:

## Điều kiện hành nghề luật sư
Người có đủ tiêu chuẩn quy định nêu trên muốn được hành nghề luật sư. Điều kiện, tiêu chuẩn tùy theo quốc gia mà có sự khác nhau nhưng nhìn chung thì phải có Chứng chỉ hành nghề luật sư và gia nhập một Đoàn luật sư nhất định.
Chứng chỉ hành nghề được cấp sau khi người theo học lớp luật sư phải trải qua một thời gian tập sự (trừ những đối tượng được miễn thời gian tập sự) phải qua một kỳ thi sát hạch để trở thành luật sư chính thức.
Ngoài ra, luật sư phải có kĩ năng cơ bản đối với yêu cầu của công việc này như: giao tiếp tốt, có khả năng phân tích, suy nghĩ và sử dụng các tình tiết logic nhanh và hiệu quả, có khả năng làm việc do áp lực và làm việc nhiều đối tượng, nhất quán và có lòng tốt

## Lĩnh vực đào tạo
Các môn học phù hợp với nghề luật sư: Lịch sử, toán học, Logic học, Giám định tư pháp, Y khoa, tâm lý học, ngoại ngữ và hùng biện

## Đào tạo nghề luật sư ở các nước
Ở một số nước, luật sư được đào tạo ở Khoa luật của một số trường đại học trong nước. Trong đó, sinh viên sẽ phải hoàn thành đến cấp bậc tương đương Cử nhân của Việt Nam hoặc cao hơn là Thạc sĩ. Để trở thành luật sư, những người này cũng có thể phải trải qua một số kỳ thi nâng cao, chương trình đánh giá và thời gian học việc tại những ở quan được chỉ định của nhà nước.
Tại một số nước khác, đặc biệt là tại Anh và Mỹ, luật sư được đào tạo tại các trường Luật. Tại Mỹ và Canada, đều có cơ quan quyết định trường Luật nào được phê duyệt việc một người trở thành luật sư. Hầu hết các trường Luật này đều thuộc một trường đại học nào đó, tuy vậy cũng có một số trường Luật là viện, trường độc lập. Rất nhiều chương trình đào tạo tại những trường Luật này cho phép học viên đọc lên những cấp bậc cao hơn như Thạc sĩ luật, Tiến sĩ luật.

## Đào tạo nghề luật sư tại Việt Nam
Theo Luật Luật sư năm 2006  (đã được sửa đổi bởi Luật luật sư sửa đổi 2012 ), người tốt nghiệp đại học luật muốn trở thành luật sư sẽ phải tham dự khóa đào tạo nghề luật sư trong thời gian 12 tháng. Người hoàn thành khoá học sẽ được cấp Giấy chứng nhận tốt nghiệp đào tạo nghề luật sư. Một số người có đủ tiêu chuẩn nhất định thì được miễn học khóa đào tạo này, ví dụ: người có học vị Tiến sĩ luật, người đã từng là Thẩm phán, người đã là giảng viên chính trong lĩnh vực pháp luật... Hiện tại, Học viện Tư pháp (trực thuộc Bộ Tư pháp) là nơi duy nhất đào tạo nghề luật sư ở Việt Nam.
Những người đã có Giấy chứng nhận tốt nghiệp đào tạo nghề luật sư (và những người được miễn học khóa đào tạo nghề luật sư), nếu muốn hành nghề phải tập sự tại tổ chức hành nghề luật sư (Văn phòng luật sư hoặc Công ty Luật), dưới sự hướng dẫn của một Luật sư, và phải đăng ký tập sự tại Đoàn luật sư tỉnh/thành phố nơi có trụ sở của tổ chức hành nghề luật sư mà mình tập sự. Thời gian tập sự là 12 tháng. Một số người có đủ tiêu chuẩn nhất định thì được miễn tập sự (ví dụ: người có học vị Tiến sĩ luật) hoặc giảm thời gian tập sự hành nghề luật sư (ví dụ: giảng viên luật).
Kết thúc thời gian tập sự, người tập sự hành nghề luật sư phải tham dự và vượt qua cuộc kiểm tra kết quả tập sự để được xét cấp chứng chỉ hành nghề luật sư. Người được miễn tập sự hành nghề luật sư phải nộp hồ sơ lên Bộ Tư pháp để xin cấp chứng chỉ hành nghề luật sư. Chứng chỉ hành nghề luật sư do Bộ Tư pháp cấp.
Người được cấp chứng chỉ hành nghề luật sư phải gia nhập một Đoàn luật sư để được cấp Thẻ luật sư. Thẻ luật sư do Liên đoàn Luật sư Việt Nam cấp; trước Luật Luật sư năm 2006, thẻ luật sư do Đoàn luật sư nơi luật sư là thành viên cấp. Một người chỉ được chính thức coi là luật sư khi có Thẻ luật sư.